# Oscar Verpoorten
Oscar Verpoorten (Antwerpen, 19 juli 1895 – Berchem (Antwerpen), 27 februari 1948) was een Belgisch kunstschilder, beeldhouwer en graficus.
Verpoorten was de zoon van een edelsmid. Hij was leerling van de Antwerpse Kunstacademie (o.a. bij Frans Lauwers en Charles Mertens) en werd in 1935 leraar aan de Academie van Berchem.
Verpoorten schilderde uitsluitend figuratief: stadshoekjes, havengezichten, marines, landschappen, figuren en portretten.
Zijn stijl was post-impressionistisch. Dat situeert hem bij de eerder traditioneel werkende Antwerpse kunstschilders uit de eerste helft van de 20ste eeuw zoals Frank Mortelmans, John Michaux, Isidore Opsomer, René Leclercq, Antoon Marstboom en Georges Van Raemdonck.
Typisch voor een groot deel van zijn oeuvre is het gebruik van monotone aardekleuren in voorstellingen waarin hij dan bepaalde onderdelen laat oplichten. In andere werken is licht en kleur meer nadrukkelijk aanwezig.
Verpoorten is lid geweest van diverse kunstenaarsverenigingen: Vlaamsche Kunstkring (opgericht 1927), Kunstkring Als ick kan (1928), Kring Moderne Kunst (kunstenaarsvereniging opgericht april 1927 te Antwerpen), Société belge des Peintres de la Mer (opgericht in 1930) en Kunstkring 't Getij (medeoprichter in 1939 en later voorzitter).
Oscar Verpoorten woonde na zijn huwelijk tot zijn dood in de Statiestraat 126 in Berchem waar hij op de woning een atelier bouwde. Na de Eerste Wereldoorlog verbleef hij in de zomer in de Antwerpse polders, o.a. aan de Blokdijk.
Verpoorten werd na zijn overlijden bijgezet in het familiegraf op de begraafplaats van Berchem (graf perk 13, lijn mb-1) waar ook zijn schoonouders en vrouw werden begraven.
Zijn dochter Simona schonk een aanzienlijk aantal Schelde-gerelateerde werken aan de Vrienden van het Nationaal Scheepvaartmuseum in 2016.

## Tentoonstellingen
- 1922, Antwerpen, Zaal der Lucasgilde
- 1927, Borgerhout, Gemeentelijke Feestzaal
- 1928, Antwerpen, Salon van Als ick kan
- 1930, Antwerpen, Kunsthalle La Boussole, Ernest Albert, Edmond Van Dooren, Oscar Verpoorten (29/3-10/4)
- 1930, Antwerpen, Zaal Aghte
- 1931, Brussel, Palais des Beaux-Arts, Société belge des Peintres de la Mer
- 1933, Brussel, Palais des Beaux-Arts, Société belge des Peintres de la Mer
- 1933, Gent, Salon 1933 (Naakt, Landschap)
- 1938, Antwerpen, Vierjaarlijkse tentoonstelling (Aan de haven)
- 1945, Brussel, Palais des Beaux-Arts, Société belge des Peintres de la Mer, 10e Salon
- 1947, Brussel, Palais des Beaux-Arts, Société belge des Peintres de la Mer, 11e Salon
- 1948, Brussel, Palais des Beaux-Arts, Société belge des Peintres de la Mer, 12e Salon
- 1949, Brussel, Palais des Beaux-Arts, Société belge des Peintres de la Mer, 13e Salon
- 1955, Antwerpen, Retrospectieve in de Zaal Wynen
- 2016, Antwerpen, Retrospectieve in de Zaal Campo, Vlaamse Kaai

## Musea
- Antwerpen, Kon. Museum voor Schone Kunsten
- Antwerpen, De Vrienden van het Nationaal Scheepvaartmuseum
- Antwerpen, Collectie Provincie Antwerpen (Kleine haven)
- Brouwershaven, Brouwsmuseum, Nederland (2 werken)